# Maria Zbyszewska

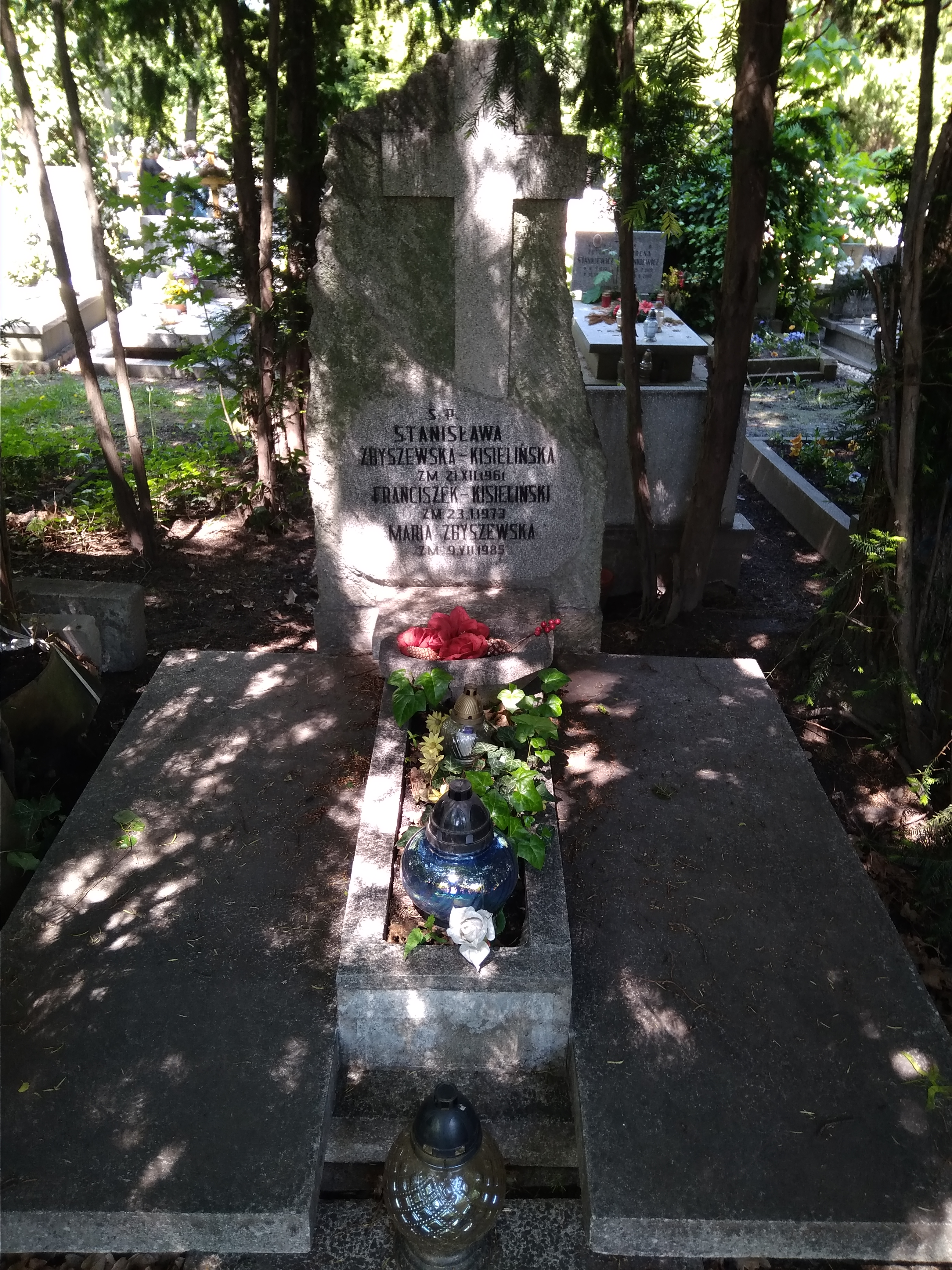
Grób Marii Zbyszewskiej na cmentarzu św. Wawrzyńca we Wrocławiu

Maria Zbyszewska (ur. 30 kwietnia 1925 w Warszawie, zm. 9 lipca 1985 we Wrocławiu) – polska aktorka teatralna i filmowa oraz pedagog.

## Życiorys
Egzamin eksternistyczny zdała w 1945 w Krakowie. Była aktorką teatrów: w Gdyni (Teatr Wybrzeże - 1946/1948), Poznaniu (Teatr Polski - sezon 1948/1949), Wrocławiu (Teatr Polski - 1949/1956), Szczecinie (Teatr Współczesny - 1956/1957). W latach 1957–1985 pracowała w Teatrze Rozmaitości (Współczesnym) we Wrocławiu. Od 1976 należała do grona wykładowców wrocławskiej filii PWST w Krakowie. Znana przede wszystkim z roli Mani Pawlak, żony Kazimierza.
W 1983 otrzymała Nagrodę Ministra Kultury i Sztuki I stopnia za „całokształt dokonań aktorskich w zakresie teatru”.
Była pierwszą żoną aktora Ludwika Benoit, matką aktora Mariusza Benoit. Została pochowana na wrocławskim cmentarzu św. Wawrzyńca (pole 6, aleja główna, grób 237).

## Filmografia (wybrane)
- 1954: Niedaleko Warszawy
- 1967: Sami swoi jako Mania Pawlak
- 1969: Tylko umarły odpowie jako Ewelina Falkoniowa
- 1974: Nie ma mocnych jako Mania Pawlak
- 1977: Kochaj albo rzuć jako Mania Pawlak
- 1982: Popielec jako fotografka
- 1985: W cieniu nienawiści jako Celińska, gospodyni Zofii (dubbing Barbary Wałkównej)

Źródło: Filmpolski.pl.

## Odznaczenia
- 1956: Złoty Krzyż Zasługi
- 1976: Krzyż Kawalerski Orderu Odrodzenia Polski